# Crocus etruscus
Crocus etruscus là một loài thực vật có hoa trong họ Diên vĩ. Loài này được Parl. miêu tả khoa học đầu tiên năm 1860.